# Dio Figlio

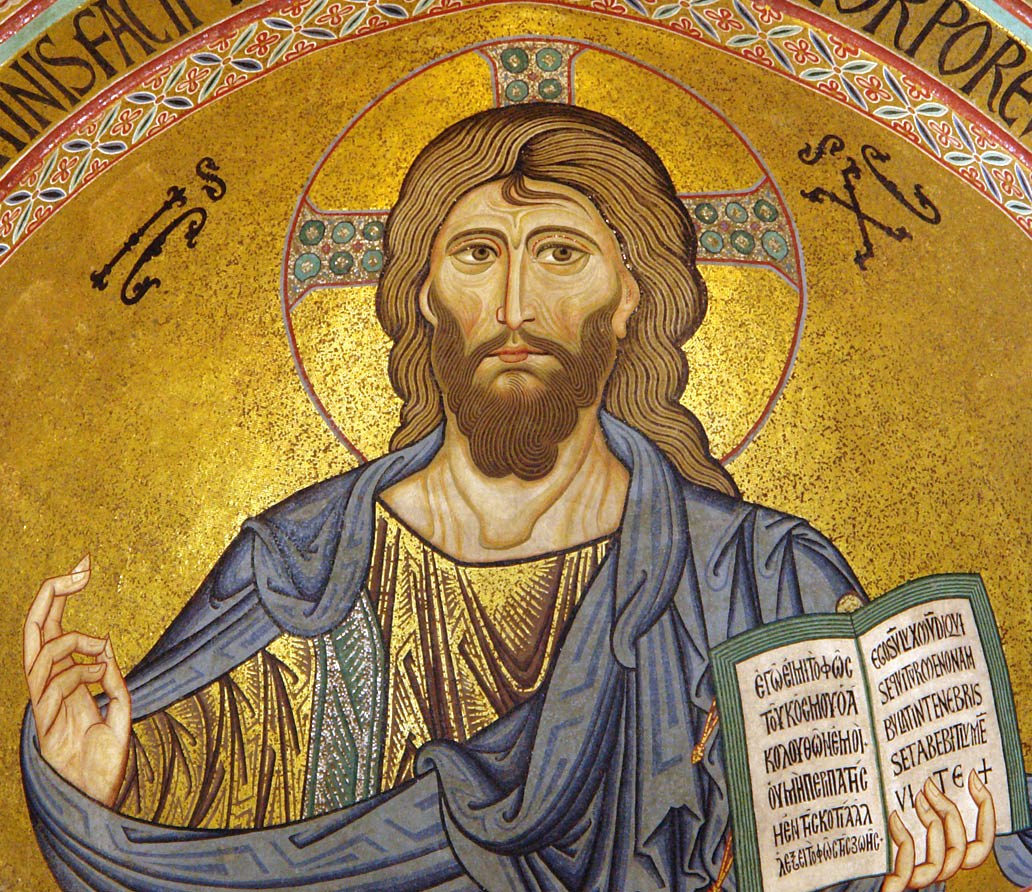
Raffigurazione del Cristo Pantocratore nel duomo di Cefalù

Nella teologia cristiana Dio Figlio è la seconda delle tre divine Persone della Trinità. 

## Persona della Trinità
Secondo Agostino, Dottore della Chiesa, la Santissima Trinità è un'essenza divina, in cui si possono distinguere tre Persone, ognuna consustanziale, coeterna e uguale alle altre (Dio Padre, Dio Figlio e Dio Spirito Santo). Esse procedono in un'unità di volontà e operazioni e si caratterizzano per il diverso modo di possedere e trasmettere la comune divina essenza.
Dio Figlio è il Cristo, cioè il Verbo preesistente alla creazione, incarnatosi come Gesù.